# Reliquiario del Sacro Chiodo
Il reliquiario del Sacro Chiodo è un reliquiario medievale (20x12 cm circa) conservato nel tesoro della cattedrale di Essen e contenente uno dei Sacri Chiodi della crocifissione di Gesù.

## Storia
Il reliquiario nella sua forma definitiva è stato assemblato nel XIV secolo da due tavolette-reliquiario indipendenti. Uno di questi due pannelli, in rovere placcato in oro, può essere assegnato a Teofano di Essen, badessa dell'abbazia di Essen e principessa della dinastia ottoniana. Su di esso si trovano quattro placche di smalto vagamente trapezoidali la cui forma e curvatura corrispondono a quelle sul braccio traverso della Croce di Teofano. L'organizzazione del pannello, con quattro campi trapezoidali attorno a un campo centrale, corrisponde inoltre alla divisione della copertina dell'Evangeliario di Teofano.
L'uso liturgico del reliquiario è sconosciuto, ma la sua conformazione porta a credere che venisse inastato e presentato insieme alla croce e, forse, anche all'evangeliario come emblema della badessa durante gli eventi solenni, similmente al cerimoniale imperiale, quando al sovrano venivano presentate le regalie.

## Descrizione e stile
Nella sua forma attuale, il reliquiario ha l'aspetto di un puntale d'asta alla stregua di una croce astile, costituito da un pannello contenente la reliquia sormontato da un arco gotico trilobato e una base pure gotica. Senza le rifiniture gotiche, è alto 14 cm e largo 11,7 cm.
Nel riquadro centrale, chiuso da un cristallo di rocca traslucido protettivo, si trova un chiodo lungo 6 cm che la tradizione indica come proveniente dalla Vera Croce. Sul reliquiario è inoltre presente la seguente iscrizione:
(Reliquiario del Sacro Chiodo, iscrizione)
Ricerche dimostrano che le placchette smaltate in comune con la Croce di Teofano dovevano appartenere un tempo alla Madonna d'oro di Essen. Per via della loro forma, facevano probabilmente parte dell'aureola della Madonna. Questo riutilizzo di ornamenti provenienti da altri esemplari dello stesso tesoro, caratterizzante anche la Croce Senkshmelz, dovevano agire come elementi in grado di trasmettere continuità e legittimità, prosecutori nella loro funzione originale di decorare gli oggetti sacri del monastero di Essen.